# Joseph Chennoth
Joseph Chennoth (ur. 13 października 1943 w Kockamangalam, zm. 8 września 2020 w Tokio) – indyjski duchowny katolicki, arcybiskup, nuncjusz apostolski.

## Życiorys
4 maja 1969 otrzymał święcenia kapłańskie. W 1973 rozpoczął przygotowanie do służby dyplomatycznej na Papieskiej Akademii Kościelnej.
24 sierpnia 1999 został mianowany przez Jana Pawła II nuncjuszem apostolskim w Republice Środkowoafrykańskiej i Czadzie oraz arcybiskupem tytularnym Milevum. Sakry biskupiej 30 października 1999 udzielił mu kard. Angelo Sodano. 15 czerwca 2005 został przeniesiony do nuncjatury w Tanzanii. 15 sierpnia 2011 został przeniesiony do nuncjatury w Japonii.